# География Непала
Непал — государство, расположенное в Южной Азии. Шесть седьмых территории страны заняты хребтами Гималайской горной системы.

## Рельеф
Здесь находятся самые высокие в мире горы, Эверест и Аннапурна, а восемь вершин (из 14 на всем земном шаре) достигают более 8000 м.

Вдоль южной границы протянулась самая неширокая (20 — 40 км) полоса на высотах 200—250 м над уровнем моря. Это песчано-глинистые тераи — северная окраина Индо-Гангской низменности, основная часть которой относится к Индии. Местами они заболочены. Летом в результате муссонных ливней небольшие речушки широко разливаются и вызывают наводнения.

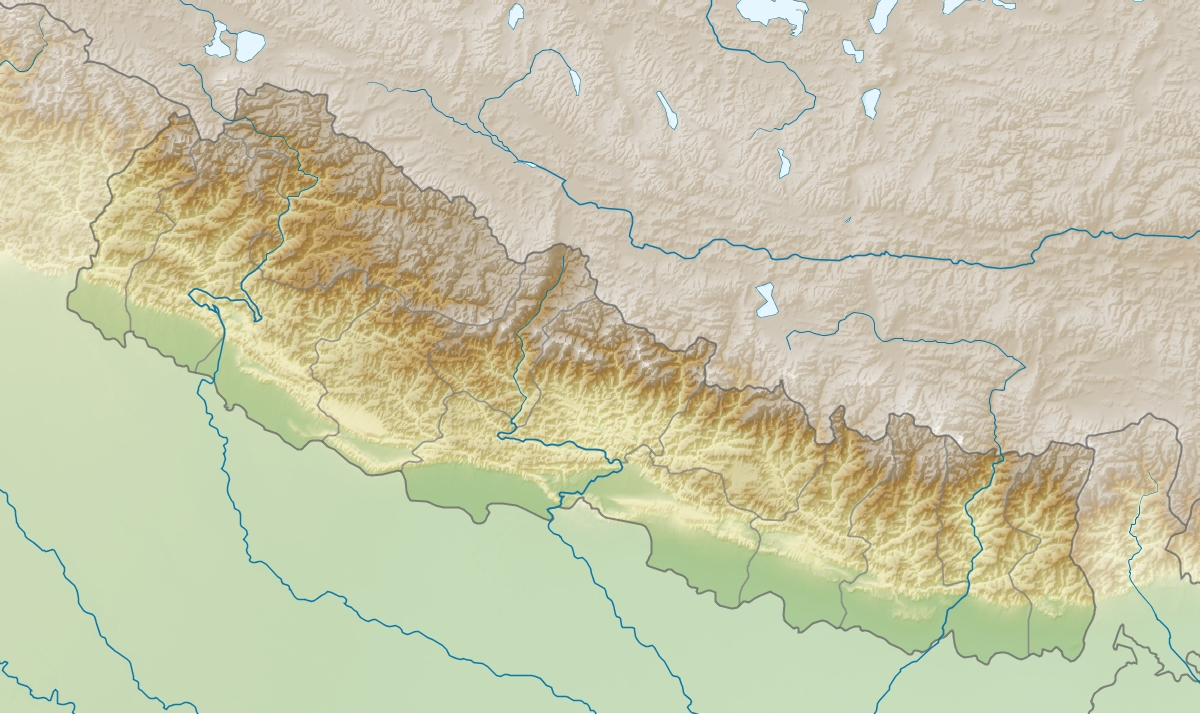
Рельеф Непала
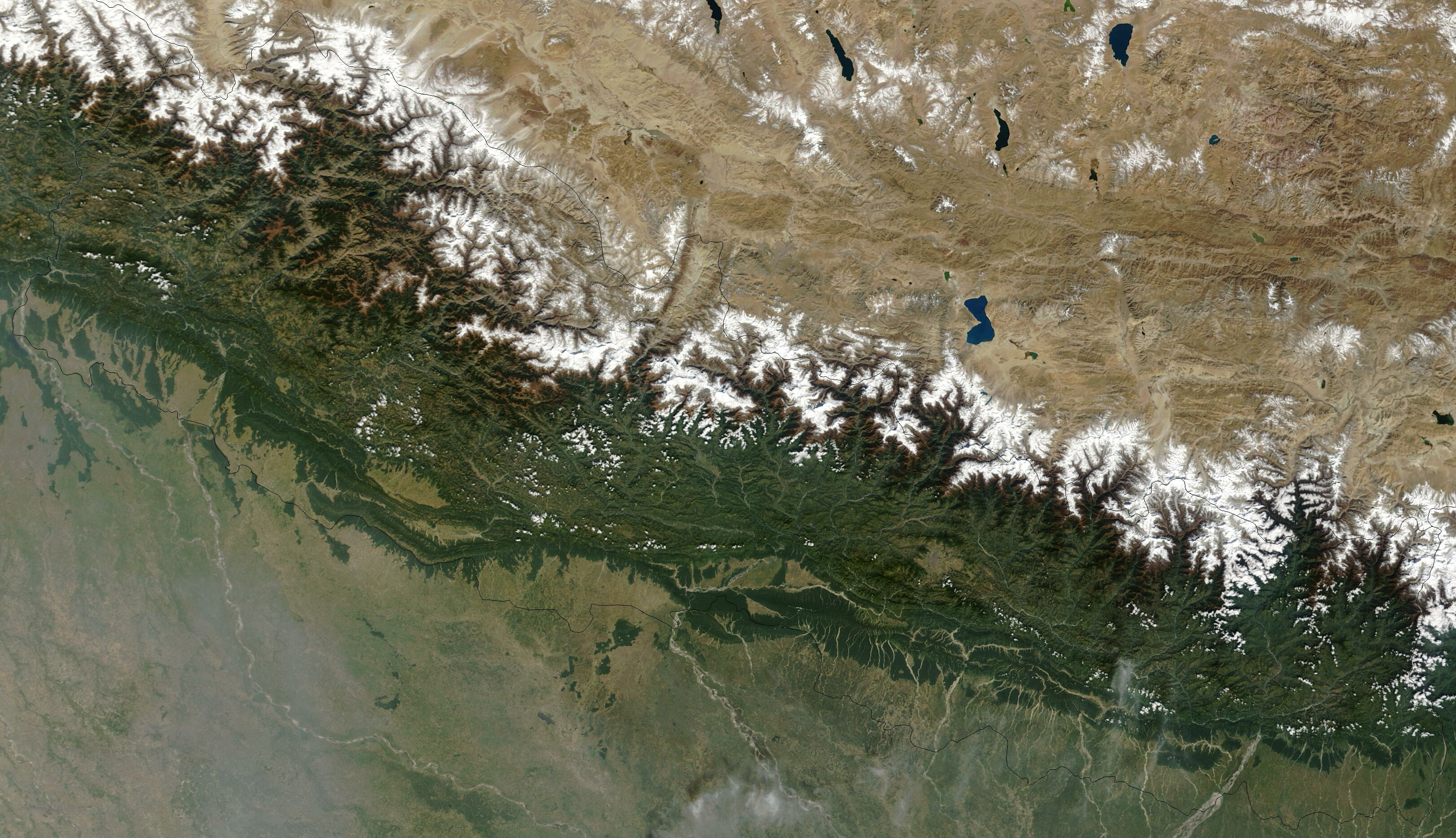
Спутниковый снимок

С севера тераи замыкаются полого-холмистой грядой, носящей название Сивалик — это предгорья Гималаев (500—700 м над уровнем моря), нижняя ступень Гималайской горной системы. Здешний рельеф не имеет резких форм — низкогорья пологи и сильно расчленены реками. Северные склоны Сивалика изрезаны искусственными террасами, используемыми местным населением для земледелия.
К северу от гряд Сивалика тянется узкая депрессия с холмистым рельефом — так называемые Внутренние тераи (по-непальски — Бхитри-Мадеш).
Ещё севернее располагается средняя ступень Гималаев — среднегорный хребет Махабхарат, или Малые Гималаи, высотой до 3000 м и шириной до 16 км. Он сложен твёрдыми породами, поэтому многие склоны Махабхарата круты, вершины зазубрены. Ещё не так давно здесь обрывалась единственная горная дорога из Индии в Катманду, столицу Непала.
Между Махабхаратом и Главным Гималайским хребтом располагается понижение — внутренняя срединная область (Мидленд, или Пахар-Кханда). Ширина её примерно 25 км, высота — от 600 до 2000 м. Здесь сходятся реки, спускающиеся с Гималаев. В срединной области находится наиболее благоприятная для сельского хозяйства и самая населённая часть страны — долина Катманду площадью около 600 км².
На севере Пахар-Кханда примыкает к Главному Гималайскому хребту, или Большим Гималаям. Средняя высота Больших Гималаев — 6000 м. По-непальски Гималаи — Хималай, что означает «обитель снегов». На территории страны снегами покрыто свыше 1300 горных вершин. В Непале находятся восемь из 14 вершин мира, превышающих 8000 м. Среди них самая высокая гора планеты — Эверест, или Джомолунгма (по-непальски — Сагарматха) — 8848 м (на границе с КНР). Главный Гималайский хребет имеет острые зубчатые очертания, а крутые склоны его изобилуют глубокими ущельями.

В восточной части Непала гребень Главного Гималайского хребта служит государственной границей с КНР, в западной же половине граница с КНР проходит в нескольких десятках километров севернее Главного Гималайского хребта.

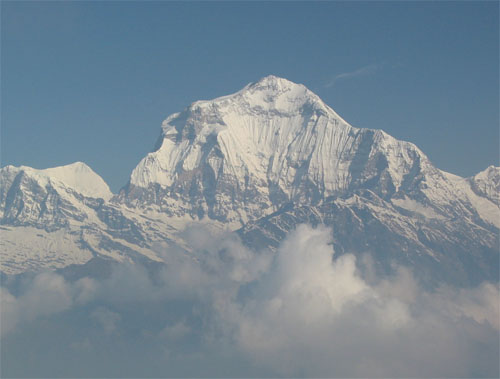
Гора Дхаулагири
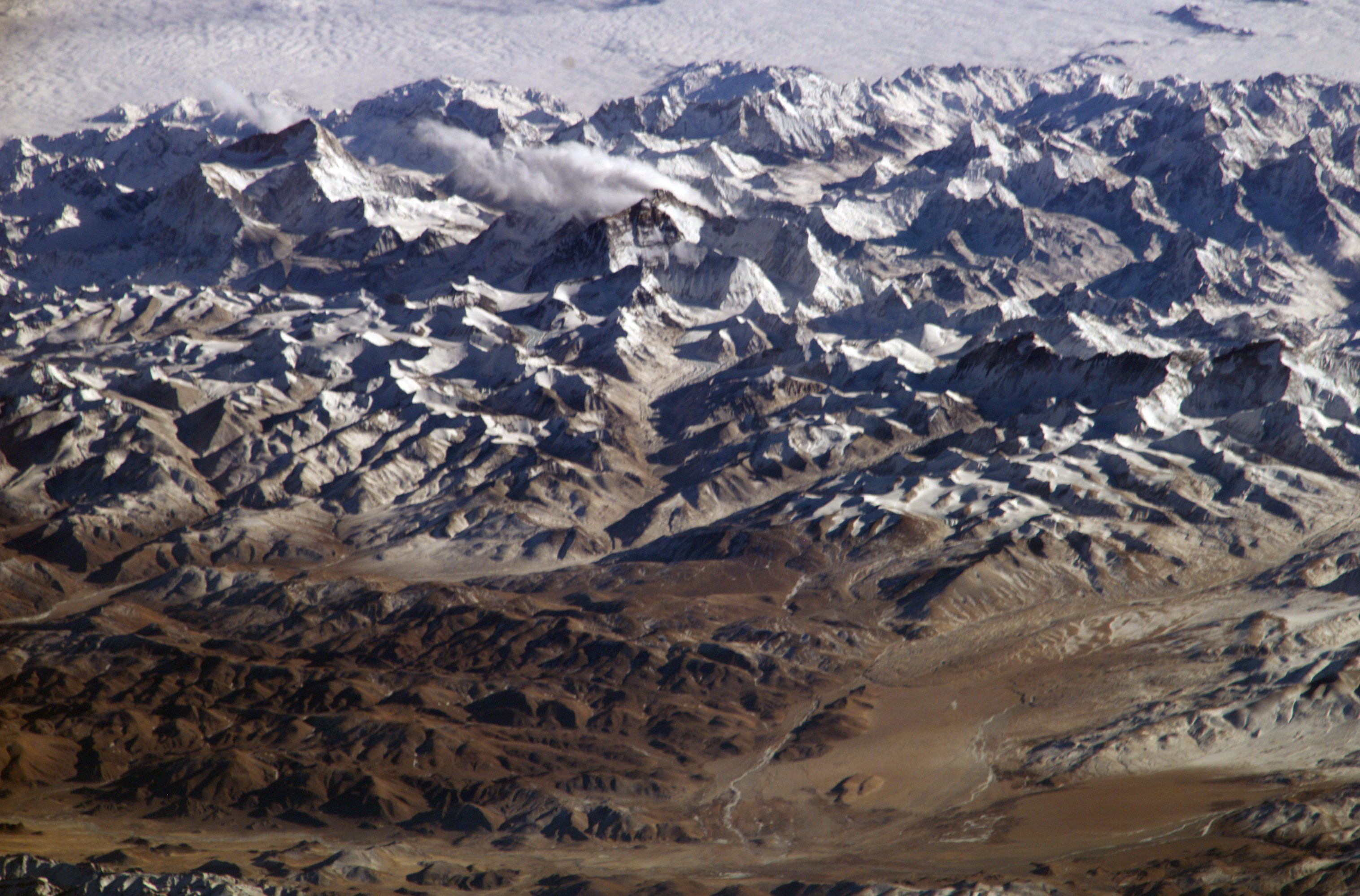
Панорама Гималаев
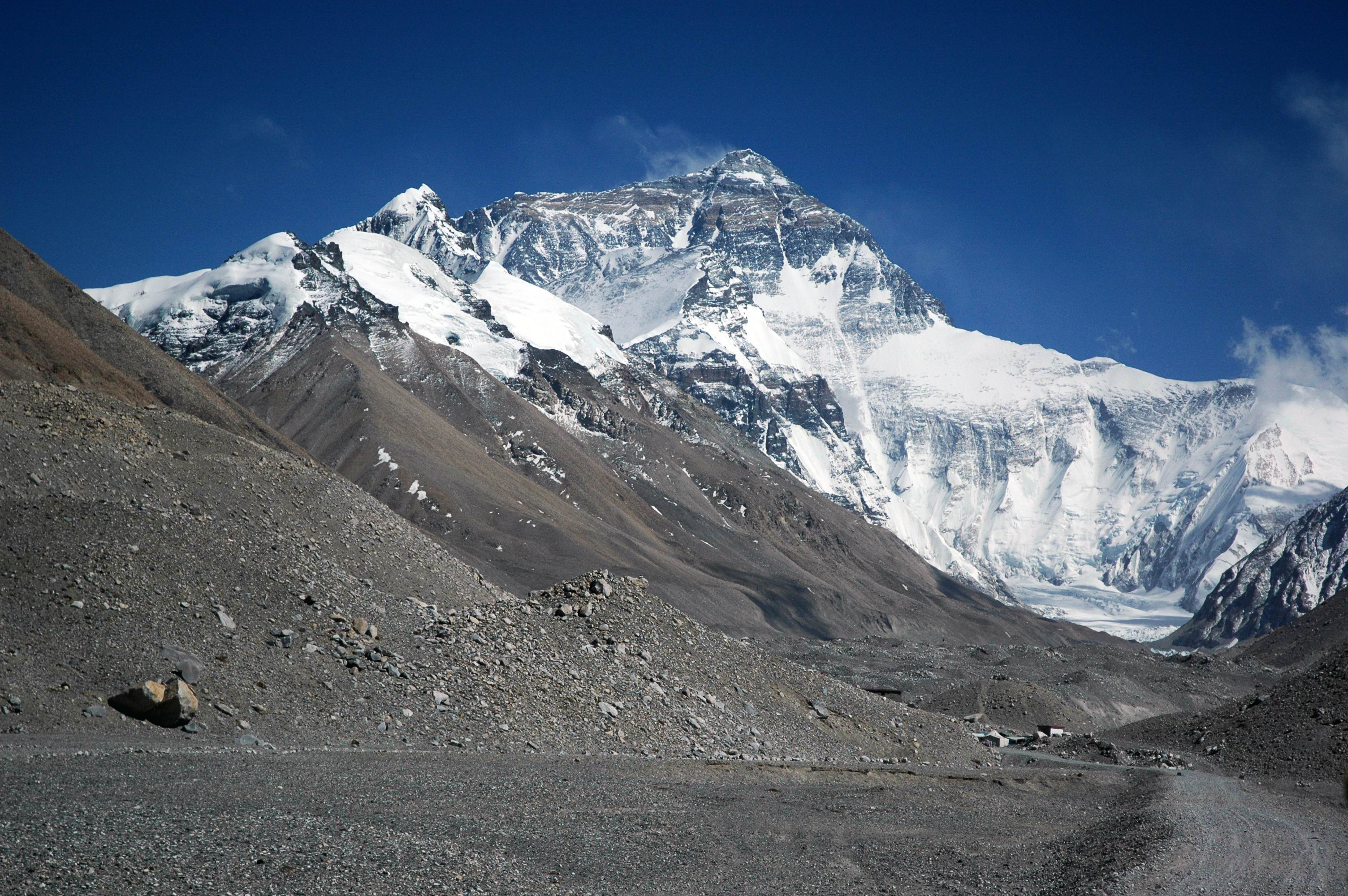
Эверест

## Климат
Территория Непала лежит в субэкваториальном климатическом поясе высокогорного типа. Летом преобладают экваториальные воздушные массы, зимой — тропические . Летом ветры дуют от, а зимой к экватору. Сезонные амплитуды температуры воздуха незначительные, зимний период не намного прохладнее, чем летний; суточные довольно ощутимые. В летне-осенний период с морей и океанов часто поступают тропические циклоны. Годовая сумма осадков в восточной части тераев составляет 1800 мм, в западной — до 1000 мм.

## Реки
Реки страны принадлежат бассейну Бенгальского залива Индийского океана. Наиболее значительные из них Карнали и Кали-Гандаки.

## Растительность
Земельные ресурсы Непала (оценка 2011 года):
- пригодны для сельскохозяйственной обработки земли — 28,8 %,

- пахотные земли — 15,1 %,

- многолетние насаждения — 1,2 %,

- земли, постоянно используются под пастбища — 12,5 %;

- земли, занятые лесами и кустарниками — 25,4 %;

- другое — 45,8 %[4]

## Животный мир
Животный мир Непала богат и разнообразен. Известно 137 видов млекопитающих и 909 видов птиц. В среднегорьях обитают гималайские медведи, гималайские мускусные олени, тибетский волк; в высокогорьях — гималайские тары, горные бараны, тибетская антилопа, из хищников — снежный барс, тибетская лисица.

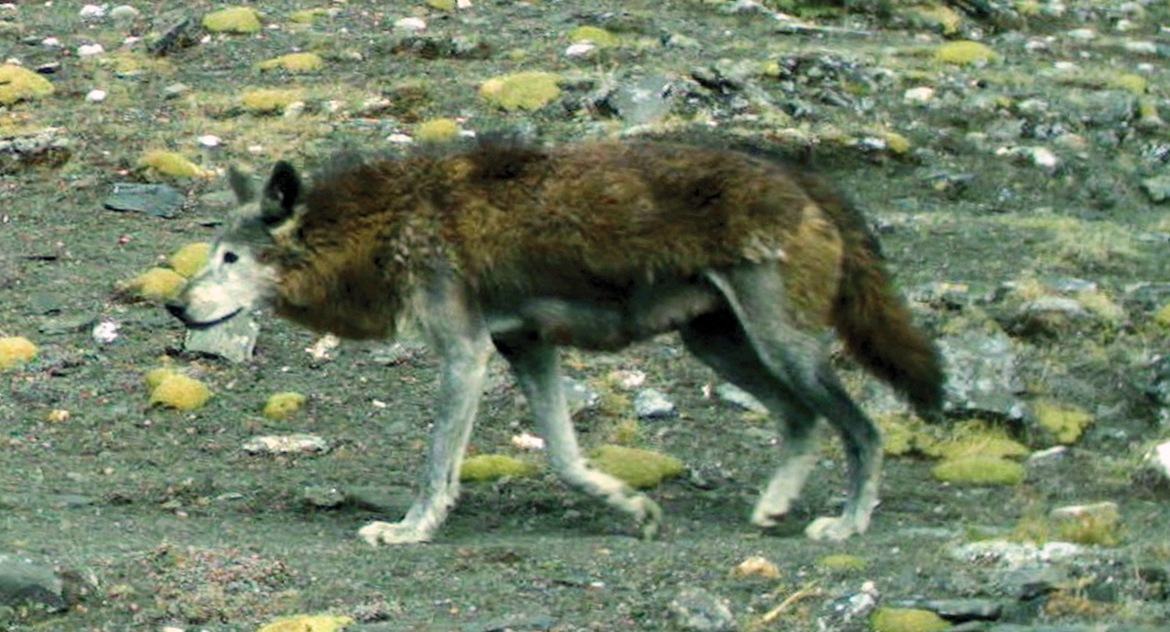
Тибетский волк
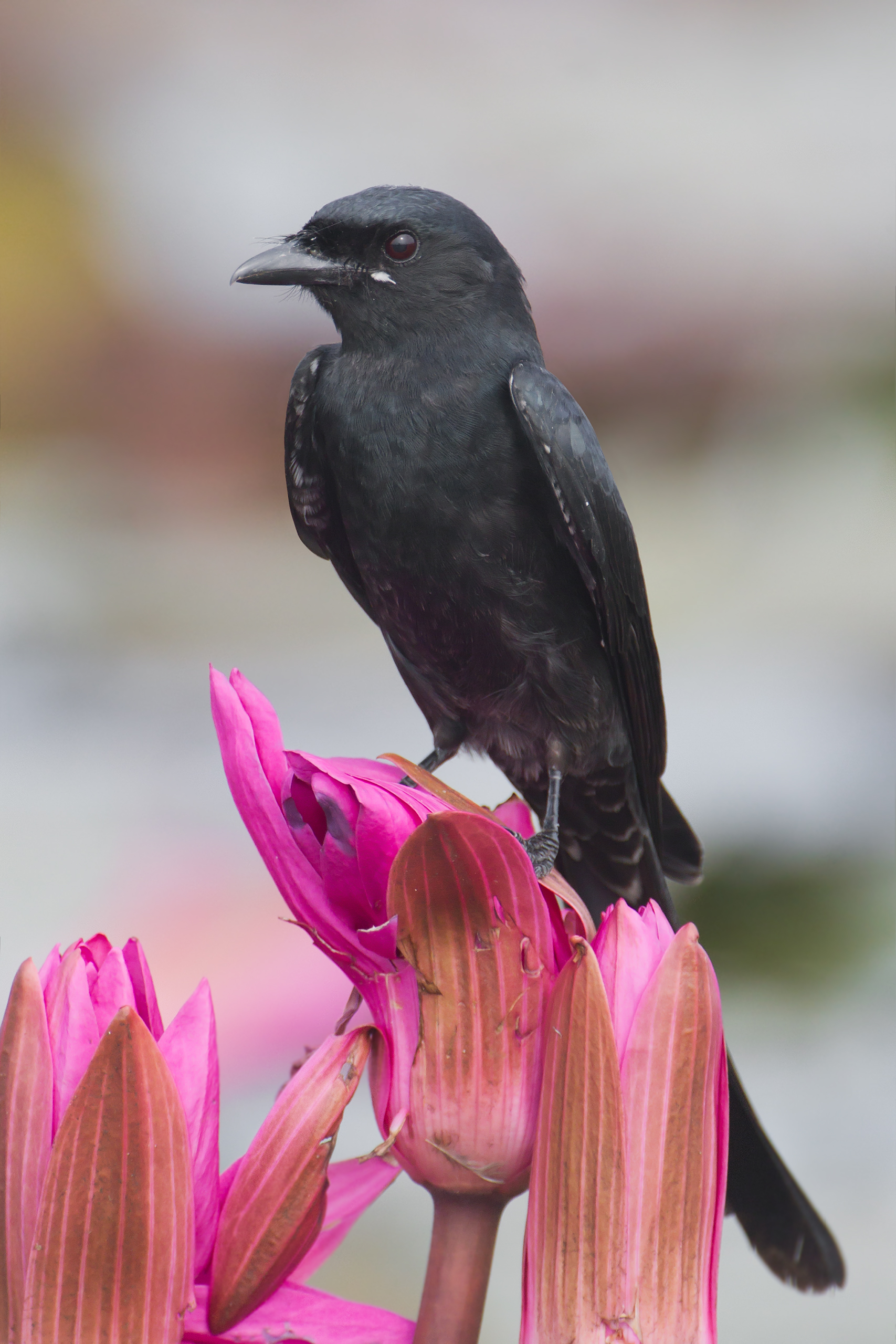
Чёрный дронго
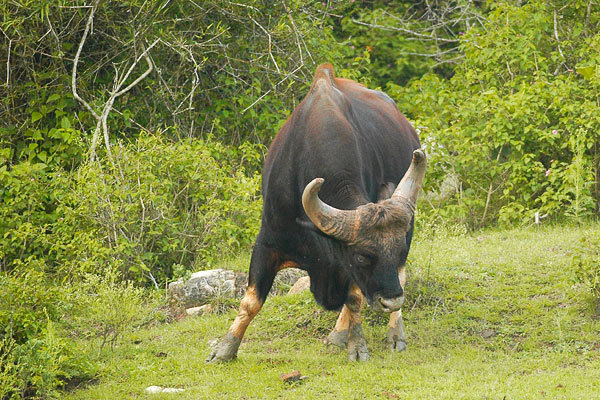
Гаур
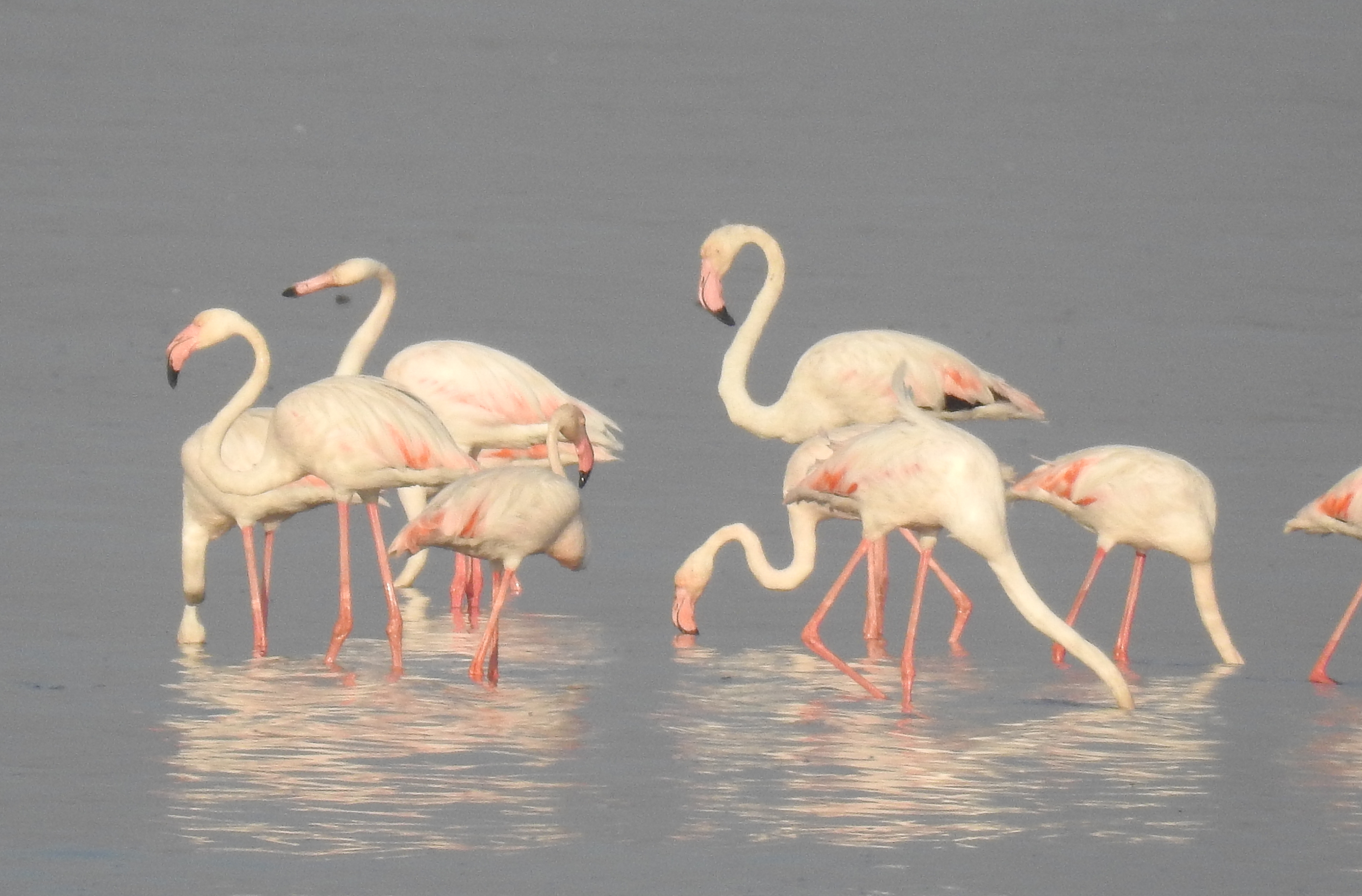
Фламинго